# ديفيد بالانتين
ديفيد بالانتين (بالإنجليزية: David Ballantyne)‏ (14 يونيو 1924، أوكلاند في نيوزيلندا - 24 فبراير 1986 في نيوزيلندا)؛ كاتب، صحفي وروائي نيوزيلندي.

## روابط خارجية
- ديفيد بالانتين على موقع إن إن دي بي (الإنجليزية)